# Schwelge
Die Schwelge ist ein etwa 770 m langer Bach im Ortsteil Thülen der Stadt Brilon (Hochsauerlandkreis, Nordrhein-Westfalen), der in einem Ponor (westfälisch Schwalgloch) im Briloner Massenkalk endet. 
Der Bach entspringt nördlich der Bruchhausenstraße am südlichen Ende von Thülen, in einer seggen- und binsenreichen Nasswiese im Naturschutzgebiet Königswiese, nahe dem östlichen Rand des Naturschutzgebietes, westlich der Flur „Am Spansfeld“ auf 443 m ü. NN (ein weiter nach Osten reichender Graben auf 447 m ü. NN bis 449 m ü. NN) Höhe. Der Bach schlängelt sich dann im Nordteil beziehungsweise am Nordrand der Königswiese in westlicher Richtung durch Wiesen. In diesen nimmt das Gewässer einen anderen Lauf, weiter südlich, an der Bruchhausenstraße, im Südzipfel des Naturschutzgebietes Königswiese auf etwa 457 m ü. NN entspringenden, weitgehend in Gräben fließenden Quellborn auf. Anschließend fließt der Bach in westnordwestlicher Richtung, bis er schließlich nahe der Südostgrenze der Gemarkung Thülen, in seinem Tal zwischen den nordnordöstlich gelegenen Feldberg (471,2 m ü. NN) und der südwestlich gelegenen Erhebung Schaaken (497,2 m), auf etwa 434 m ü. NN in ein Schwalgloch mündet und darin verschwindet. Wahrscheinlich entspringt das Wasser der Schwelge wieder in den Quellen der Alme. Der gesamte Bach und das Schwalgloch befinden sich innerhalb des Naturschutzgebietes Königswiese. Beide Quellen liegen ganz im Westen des Naturraumes Madfelder Schieferboden und verlassen diesen ungefähr an ihrem Zusammenfluss in den Naturraum Briloner Kalkplatten („Briloner Kalkplateau“; entspricht der Briloner Hochfläche); beide gehören zum Briloner Land.
Auf der Briloner Hochfläche gibt es an mehreren Stellen Bachschwinden.